# Cénotaphe (Hong Kong)
Le Cénotaphe (和平紀念碑)  est un monument aux morts de Hong Kong construit en 1923 et situé entre Statue Square et l'hôtel de ville. Il commémore les morts des deux guerres mondiales qui ont servi à Hong Kong dans la Royal Navy, la British Army et la Royal Air Force. Construit en pierre, il s'agit d'une réplique presque exacte du Cénotaphe de Whitehall à Londres (dessiné par Edwin Lutyens et inauguré en 1920). Il est déclaré monument en 2013 en vertu de l'ordonnance sur les antiquités et monuments. 

## Histoire

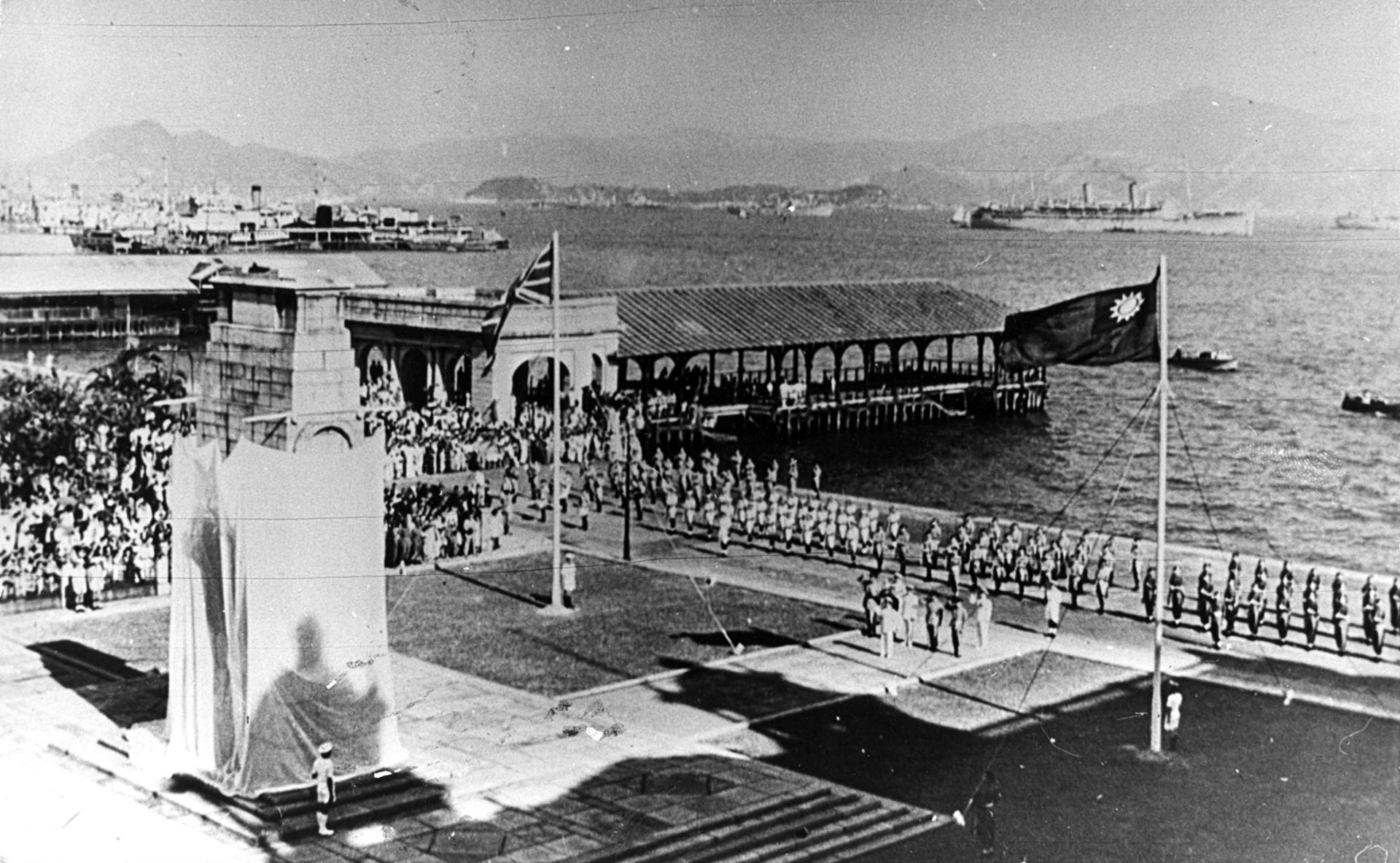
Cérémonie de libération de Hong Kong en 1945 devant le Cénotaphe. La est visible en arrière-plan.

Le cénotaphe est inauguré le 24 mai 1923 (jour de l'Empire) par Reginald Edward Stubbs, alors gouverneur de Hong Kong. Il se trouve à l'époque encore au bord de l'eau. Initialement construit pour commémorer les morts de la Première Guerre mondiale, avec l'inscription The Glorious Dead, les dates de 1939-1945 sont plus tard ajoutées pour honorer les victimes de la Seconde Guerre mondiale, et les caractères chinois 英魂不朽 浩氣長存 (« Que leurs âmes martyrisées soient immortelles et que leurs nobles esprits perdurent ») sont également ajoutés dans les années 1970 pour commémorer ceux qui ont perdu la vie lors de l'invasion japonaise.
Le 22 novembre 2013, le Cénotaphe est déclaré monument en vertu de l'ordonnance sur les antiquités et monuments.

## Commémorations

### Jour de la Libération
Durant la gouvernance britannique (en), après 1945, la commémoration du jour de la libération a lieu devant le Cénotaphe le dernier lundi d'août pour fêter la libération de Hong Kong de l'occupation japonaise en 1945. Aucune cérémonie officielle n'y a plus eu lieu depuis 1997. Des délégations non officielles y organisent cependant des événements, et les mâts des drapeaux sont parfois habillés.
L'invasion de Hong Kong fait partie de la campagne du Pacifique de la Seconde Guerre mondiale, qui est un développement distinct des événements survenus sur le continent chinois. La ville était défendu par la garnison de Hong Kong formée de soldats issus des nations du Commonwealth (voir bataille de Hong Kong).

### Jour du Souvenir

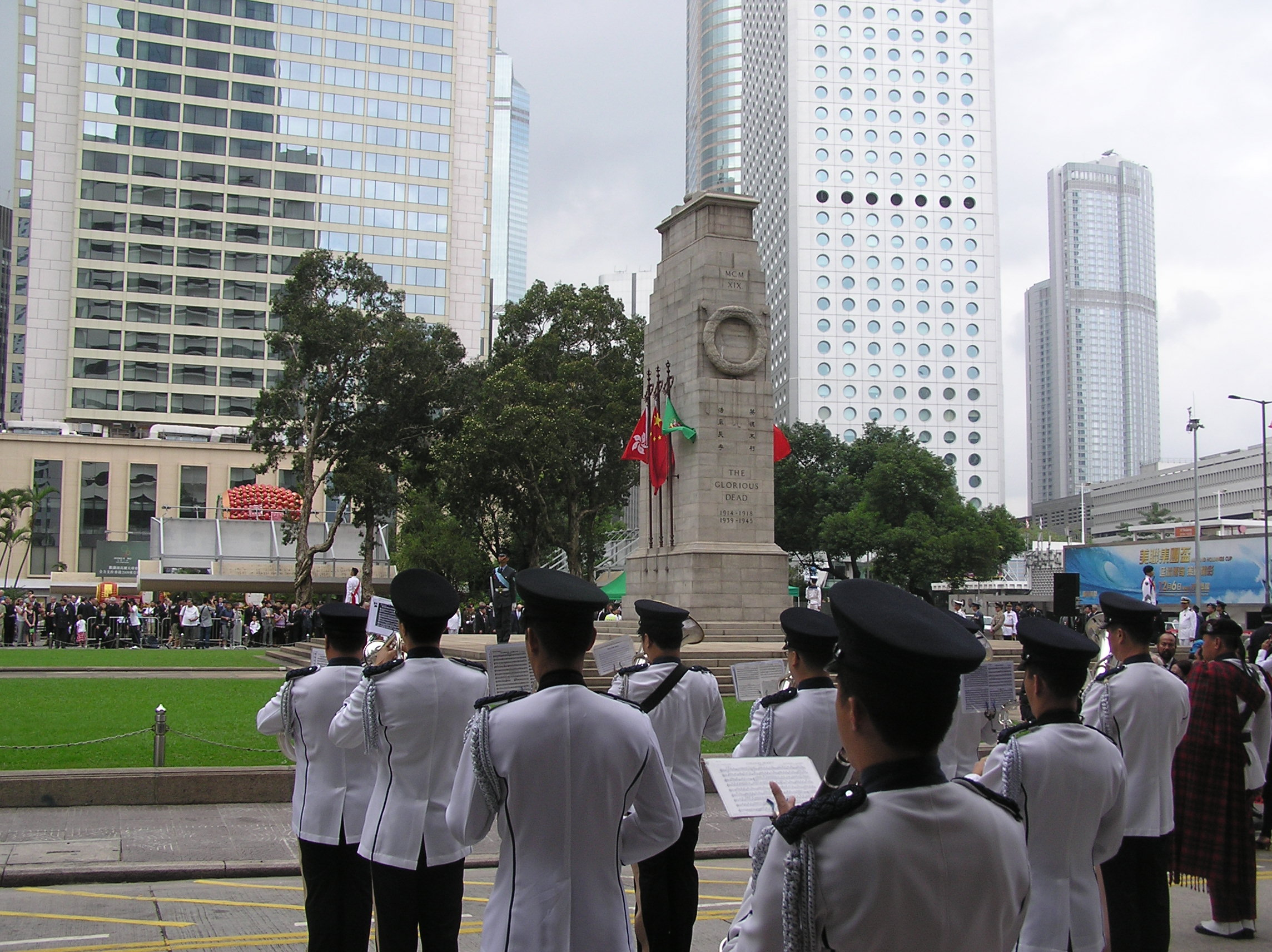
La au service commémoratif du cénotaphe le dimanche du Souvenir en novembre 2009.

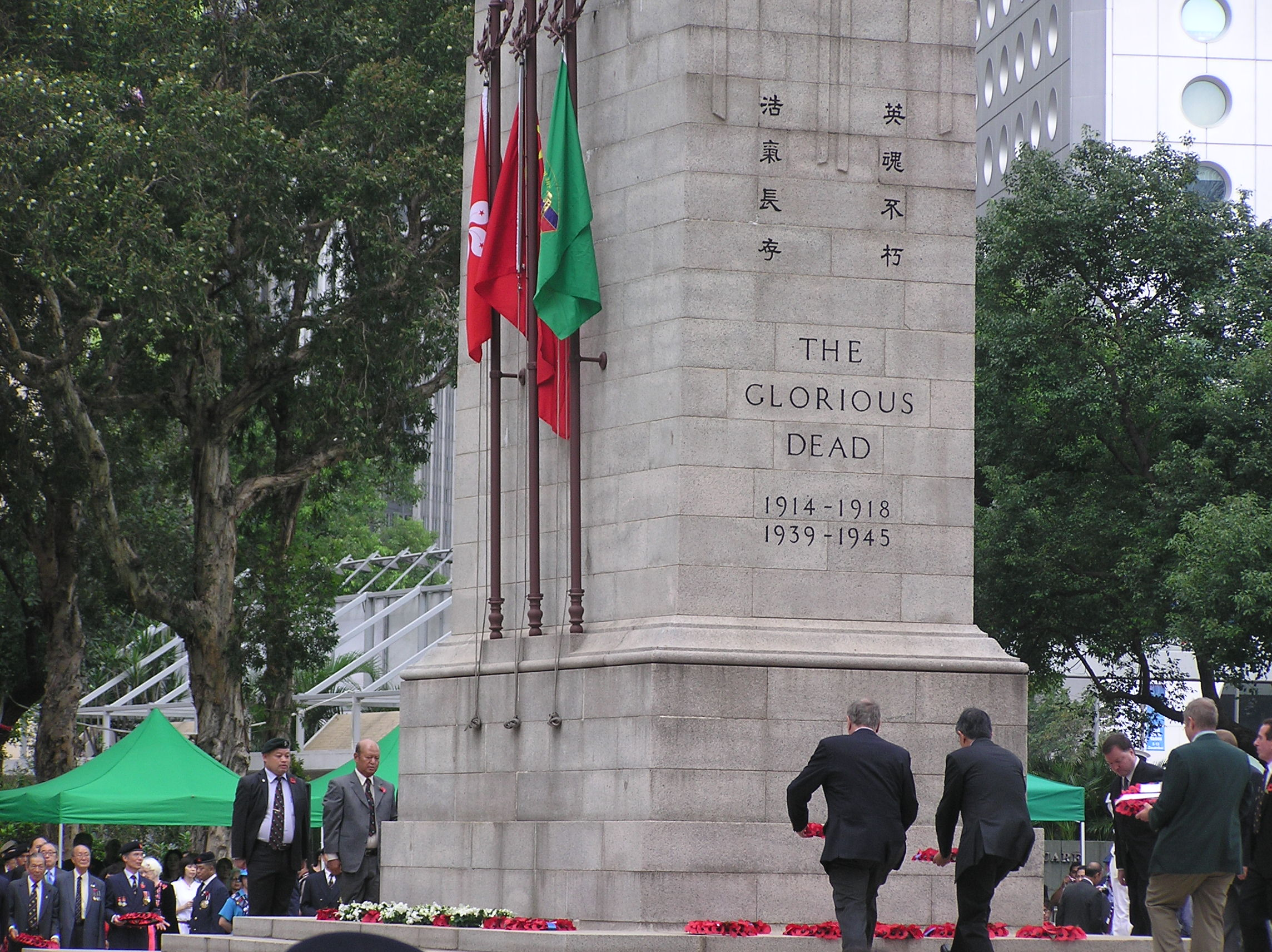
Anciens militaires et représentants du gouvernement déposant des couronnes devant le cénotaphe le dimanche du Souvenir en novembre 2009.

La célébration du dimanche du Souvenir à Hong Kong est marquée par un service commémoratif multiconfessionnel au cénotaphe. Le service est organisé par la Royal British Legion (branche de Hong Kong et de Chine) et l'Association des ex-militaires de Hong Kong et est suivi par divers représentants du gouvernement, ainsi que des représentants de diverses religions, dont l'église anglicane (en), l'église catholique romaine, l'église orthodoxe orientale, la communauté bouddhiste (en), la communauté taoïste, la communauté musulmane et la communauté sikh. Bien que Hong Kong ait cessé de faire partie du Commonwealth en 1997, le service commémoratif ressemble encore à ceux de nombreux autres pays du Commonwealth. Le service comprend la sonnerie du Last Post, deux minutes de silence, la sonnerie du Réveil (en), le dépôt de couronnes, des prières, et se termine par une récitation de l'Ode du Souvenir (en). Le groupe de cornemuses de la police de Hong Kong (en) continue d'accomplir son devoir cérémonial au service.

### Journée de l'ANZAC
Il y a des événements commémoratifs devant le Cénotaphe chaque année pour la journée de l'ANZAC. Les événements ont lieu à l'aube et sont suivis par les consuls généraux (ou les hauts-commissaires avant 1997) d'Australie et de Nouvelle-Zélande.

## Drapeaux
Avant 1997, des drapeaux étaient hissés quotidiennement sur le cénotaphe, dans le même ordre exact que sur son homologue de Londres. Depuis 1997, aucun drapeau n'est hissé sauf lors de la cérémonie du dimanche du Souvenir où les drapeaux de Hong Kong, de la République populaire de Chine et de l'Association des anciens combattants de Hong Kong sont présents.